# Päällinjärvi
Päällinjärvi är en sjö i kommunen Karstula i landskapet Mellersta Finland i Finland. Sjön ligger 144,6 meter över havet. Den är 5,1 meter djup. Arean är 99 hektar och strandlinjen är 4,6 kilometer lång. Sjön  ingår i Kymmene älvs huvudavrinningsområde.   Den ligger omkring 85 kilometer nordväst om Jyväskylä och omkring 300 kilometer norr om Helsingfors. 
Söder om Päällinjärvi ligger Karstula med Karstula kyrka. 